# OV-Reihe
Die OV-Reihe (engl. OV line) bezeichnet eine erfolgreiche Eishockey-Sturmreihe der San Jose Sharks, einem Team der National Hockey League, in den Spielzeiten 1993/94 und 1994/95. Sie bestand aus den Spielern Igor Larionow, Sergei Makarow und Johan Garpenlöv. Die Bezeichnung OV beruht auf der offiziellen Namensschreibweise der NHL: Igor Larionov, Sergei Makarov und Johan Garpenlov. Die Sturmreihe war die erste mit namhaften Starspielern in der Geschichte der San Jose Sharks. In ihr befinden sich mit Larionow und Makarow zwei Spieler der berühmten KLM-Reihe.

## Entstehung
Als erster der drei Spieler fand zunächst Garpenlöv den Weg zu den San Jose Sharks. Er wurde in einem Tauschgeschäft am 12. März 1992 für Bob McGill und einen Draftpick der achten Runde im NHL Entry Draft 1992 von den Detroit Red Wings verpflichtet.
Als nächstes Teil des Puzzle konnten die Nordkalifornier sich die Rechte an Larionow während des NHL Waiver Draft im Oktober 1992 sichern. Larionow verweigerte sich aber zunächst für die Sharks aufzulaufen, da er zuvor bei den Vancouver Canucks große Probleme gehabt hatte, sich an den nordamerikanischen Eishockeystil zu gewöhnen.
Erst die Verpflichtung seines Sturmkollegen aus der berühmten sowjetischen KLM-Reihe, Sergei Makarow, im August 1993 von den Hartford Whalers bewegte Larionow dazu, noch einmal sein Glück auf nordamerikanischem Boden zu versuchen und so unterzeichnete er nach über einem Jahr einen neuen NHL-Vertrag.

## Wirken
Die Sturmreihe startete während der Saison 1993/94 erstmals gemeinsam in der NHL. Sie führten die San Jose Sharks zum ersten Mal in der Franchise-Geschichte in die Playoffs und verhalfen dem Team ihre Saisonbilanz im Vergleich zum Vorjahr um 58 Punkte zu verbessern. Garpenlöv gelangen in der Saison 53 Punkte (18 Tore, 35 Assists), Larionow 56 Punkte (18 Tore, 38 Assists) und Makarow 68 Punkte (30 Tore, 38 Assists). In den Playoffs lief vor allem Larionow wieder zu seiner alten Bestform auf und konnte in 14 Spielen 18 Punkte erzielen. Die Sharks besiegten in der ersten Playoff-Runde die hoch favorisierten Detroit Red Wings in sieben Spielen und in der zweiten Runde trafen sie auf die Toronto Maple Leafs. Nach fünf Spielen führte San Jose in der Serie mit 3–2. Das sechste Spiel entwickelte sich zu einem Drama, da es nach sechzig Minuten 2:2 stand und das Spiel in die Verlängerung ging. Johan Garpenlöv traf in der Overtime die Torlatte der Maple Leafs und hatte damit nur knapp verpasst, die Sharks in die nächste Runde zu schießen. Kurz darauf schossen allerdings die Maple Leafs den Siegtreffer. Im siebten Spiel triumphierte erneut Toronto und San Jose schied aus.
Auch in der durch den Lockout verkürzten Saison 1994/95 spielten die drei gemeinsam bei den Sharks. Nach dem Verkauf von Garpenlöv zu den Florida Panthers im März 1995 zerfiel die Sturmreihe. Nach der Saison verließ auch Makarow das Team und der Abschied von Larionow folgte im Oktober 1995.